# Station Hörstel
Station Hörstel (Haltepunkt Hörstel) is een spoorwegstation in de Duitse plaats Hörstel, in de deelstaat Noordrijn-Westfalen. Het station ligt aan de spoorlijn Löhne - Rheine. Het station telt twee perronsporen. Naast de treinen van DB Regio Nord stoppen ook treinen van de Westfalenbahn op dit station.

## Treinverbindingen
De volgende treinserie doet station Hörstel aan:
| Serie       | Treinsoort                       | Route | Bijzonderheden                    |
| ----------- | -------------------------------- | --- | --------------------------------- |
| RE 60       | Regional-Express (Westfalenbahn) | Rheine – Hörstel – Osnabrück Hbf – Bünde (Westf) – Löhne (Westf) – Bad Oeynhausen – Minden (Westf) – Hannover Hbf – Lehrte – Braunschweig Hbf | Ems-Leine-Express 1x per twee uur |
| 20350 RB 61 | Stoptrein/Regionalbahn (Keolis)  | Hengelo – Bad Bentheim – Rheine – Hörstel – Osnabrück Hbf – Bünde(Westf) – Bielefeld Hbf                                                      | Wiehengebirgsbahn                 |